# René Vizcaíno
René Vizcaíno Hernández (1946 – Torreón, 12 novembre 2023) è stato un calciatore messicano, di ruolo portiere.

## Biografia
Nato nel 1946, si sposa con María de La Luz Landeros Arenas, con cui ha due figli. Muore a Torreón, città nel quale si era stabilito dopo il ritiro dall'attività agonistica, nel 2023.

## Carriera
Dopo aver iniziato la sua carriera agonistica nelle riserve del Nacional, nel 1964 fu ingaggiato dal Torreón, con cui vinse il campionato cadetto messicano nel 1968-1969, oltre che raggiungere la finale della Copa de México 1969-1970, persa contro il Guadalajara. Il 15 luglio del 1972 si rese protagonista una strepitosa prestazione, parando anche un rigore al brasiliano Mariano Ubiracy, contro l'Irapuato, partita che valse la salvezza del club di Torreón ed a lui l'appellativo di "El Salvador del Torreón".
Nel 1974 passa ai Leones Negros UdeG, sempre nella massima serie messicana, società che avevano acquisito il Torreón ed il suo diritto di militare nella Primera División. Nel 1976, a seguito dell'acquisizione della franchigia statunitense dei Philadelphia Atoms, militante nella NASL, da parte un consorzio di quattro squadre dello stato di Jalisco la rosa della squadra venne quasi completamente formata da calciatori messicani, tra cui Vizcaíno. Gli Atoms però non riuscirono a superare la fase a gironi del torneo 1976. Con gli Atoms giocò anche nel campionato indoor.
Terminata l'esperienza statunitense, Vizcaíno tornò in patria in forza al Tigres UANL, con cui nella stagione 1976-1977 ottenne la salvezza dopo la vittoria nei play-out contro lo Zacatepec.
La stagione seguente è in forza al Tampico Madero, con cui raggiunse le semifinali dei play-off per il titolo, perse contro il Pumas UNAM.
Chiuse la carriera agonistica nel 1979, dopo essere tornato ai Leones Negros.